# Jorge Coscia
Jorge Edmundo Coscia (Buenos Aires, 26 de agosto de 1952-ibídem, 7 de octubre de 2021) fue un cineasta y político argentino. Desde julio de 2009 hasta mayo de 2014 se desempeñó como secretario de Cultura de la Nación Argentina.

## Política
Jorge Coscia comenzó su militancia con el Cordobazo y se sumó al Partido Socialista de la Izquierda Nacional (PSIN) que luego se conformó como Frente de Izquierda Popular (FIP) donde promovió la fórmula Perón-Perón contribuyendo al triunfo del general Juan Domingo Perón. Posteriormente, adhirió al justicialismo.
Su profesión de crítico de cine lo puso en contacto con todas las ramas de la expresión artística. Entre 2002 y 2005, fue presidente del Instituto Nacional de Cine y Artes Audiovisuales (INCAA). Durante la gestión el organismo recuperó la autarquía, se implantó la Cuota de Pantalla, se inauguraron salas (Espacios INCAA) en el país y en el exterior y se firmaron convenios de coproducción y distribución con España, Francia e Italia como parte del Programa Raíces. También se suscribieron convenios de coproducción y distribución con países de América Latina, como parte de la RECAM.
En las elecciones legislativas de octubre de 2005, Coscia fue elegido diputado Nacional por la Ciudad Autónoma de Buenos Aires. Allí fue designado presidente de la Comisión de Cultura. En julio de 2009, renunció a su banca para desempeñarse como secretario de Cultura de la Nación. En este último carácter se refirió a los contenedores con libros:

Es que así como hay una soberanía de la economía hay también una soberanía cultural, que consiste en que tengamos cada vez una mayor capacidad de decisión para decir qué se debe editar, qué conviene estratégicamente que editemos, y no que se decida en las grandes capitales del mundo sobre los libros que podemos leer.

Jorge Coscia, en su novela El bombardeo, hizo una reconstrucción literaria del 16 de junio de 1955. En 2019, Jorge Coscia presenta su novela La Caja Negra tercera novela que apunta a develar los secretos ocultos detrás de las cajas negras de los aviones siniestrados a través de una  ficción.
Fue el funcionario del área que mayor tiempo ejerció el cargo (4 años y 10 meses), hasta ser reemplazado en mayo de 2014 por la cantante Teresa Parodi, que fue designada con el rango de Ministro. Durante su gestión, en septiembre de 2013, se  traslado la sede de la Secretaría a la Villa 21 Barracas. Siendo el primer caso de un área de gobierno con rango de Secretaría de Estado, instalada en una villa de emergencia.

## Cine
Es egresado del Centro de Experimentación y Realización Cinematográfica (CERC), que actualmente es la Escuela Nacional de Experimentación y Realización Cinematográfica (ENERC), perteneciente al Instituto Nacional de Cine y Artes Audiovisuales (INCAA).
Trabajó como extra en el filme El muerto (1975). Su trayectoria como director incluye los largometrajes Luca vive (2002), Canción desesperada (1997), Comix, cuentos de amor, de video y de muerte (1995), El general y la fiebre (1992), Cipayos (la tercera invasión) (1989), Chorros (1987), y Mirta, de Liniers a Estambul (1987). Además, realizó los cortometrajes 17 de octubre, una tarde de sol (1995), Rosas, 200 años (1993), Laura (corto de tesis de graduación del Instituto Nacional de Cinematografía), Danza contemporánea argentina I y II (1992/93), Lecciones de vida I: documentales sobre plásticos argentinos y su obra, y Perón, apuntes para una biografía (2010). También ha realizado las series documentales Historia de la Nación Latinoamericana (2008) y Evasión (2015).
El 17 de agosto de 2005, presentó su libro Del estallido a la esperanza. Reflexiones sobre cine, cultura y peronismo. Publicó los libros de ensayo La esperanza sitiada (2008), La encrucijada del Bicentenario (2010 y las novelas Juan y Eva (2011) y El bombardeo (2015); en 2013 publicó el libro de poemas Che Cuba y en  2014 se presentó en la Feria del Libro de La Habana, su segundo libro de poemas: El libro que fue árbol (Editorial Papiro, Holguín, Cuba)
Por su labor en el campo de la cinematografía recibió, entre otros premios, los siguientes: Festival de La Habana, Cuba; Festival de Huelva; Cóndor de Plata; Premio Radio Matanzas y Premio Radio La Habana, ambos otorgados por el público; Premio Discepolín; y Premio Arturo Jauretche. Además, fue galardonado con el Grado de Caballero en la Orden de las Artes y las Letras en marzo de 2007 por el presidente de la República Francesa. Desde noviembre de 2011 condujo por Canal 9 el programa Puerto Cultura, por el que pasaron más de doscientos artistas, intelectuales y referentes culturales de la Argentina y el mundo. Puerto Cultura fue nominado en 2013 y 2014 al premio Martín Fierro.
Su intenso contacto con todas las ramas de la expresión artística, a partir de su profesión de cineasta, lo hizo conformar una visión amplia e integradora de la cultura y de las políticas públicas que deben impulsarla, alentarla y protegerla, para que se consolide como una metáfora del país que todos los argentinos queremos.
Entre 2002 y 2005, fue presidente del Instituto Nacional de Cine y Artes Audiovisuales (INCAA). Durante la gestión se recuperó la autarquía del organismo, se implantó la Cuota de Pantalla, y se obtuvieron récords de estrenos, producción y premios internacionales en festivales. Además, se inauguraron salas (Espacios INCAA) en el país y en el exterior y se firmaron convenios de coproducción y distribución con España, Francia e Italia como parte del
Programa Raíces. También se suscribieron convenios de coproducción y distribución con países de América Latina, como parte de la RECAM
Manrupe y Portela escribieron:

Las intenciones de recrear la esencia trágica del tango se desvanecen por la debilidad del guion y la desafortunada marcación de los actores.

## Filmografía
- Luca vive, 2002.
- Canción desesperada, 1997.
- 17 de octubre, una tarde de sol, 1995, cortometraje.
- Comix, cuentos de amor, de video y de muerte, 1995.
- Rosas, 200 años, 1993, cortometraje.
- El general y la fiebre, 1992.
- Cipayos (la tercera invasión), 1989.
- Sentimientos, también llamada Mirta, de Liniers a Estambul, 1987.
- Chorros, 1987.
- El intruso, cortometraje.
- Laura, cortometraje.
- El filo de la risa, cortometraje.[16]

## Denuncias
En 2010, Coscia fue denunciado penalmente por presuntas irregularidades en el control del destino de subsidios otorgados por el Instituto Nacional de Cine y Artes Audiovisuales (INCAA).
 A esto Coscia respondió que «es tan evidente la politización de esto que casi me divierte, aunque siento un poco de pena también».